# Шашечница Романова
Шашечница Романова (Melitaea romanovi) — вид дневных бабочек рода Шашечницы (Melitaea) семейства Нимфалиды (Nymphalidae).

## Этимология названия
Видовое название дано в честь в Николая Михайловича Романова, великого князя, русского лепидоптеролога и историка, почетного президента Русского энтомологического общества, председателя Русского географического общества и Императорского Российского общества плодоводства.

## Описание
Длина переднего крыла 15—17 мм. Размах крыльев самцов 30—34 мм, самок 32—36 мм. Крылья сверху светло-оранжевого цвета с мелкими чёрными пятнами, которые на передних крыльях крупнее, чем на задних. У самца рисунок на крыльях с крупными пятнами, сконцентрированными в обширные тёмные участки в срединной части переднего крыла, а также в прикорневой части заднего. Крылья самцов со светлыми полупрозрачными «окошками», составляющими центральные перевязи.

## Ареал
Южное Забайкалье, Монголия и Северный Китай. В России встречается в Забайкалье.
В горах Северной Монголии это типичный альпийский вид. В Восточном Забайкалье бабочки населяют сухостепные участки в долинах рек, сухостепные равнинные участки и горные склоны, по склонам и гребням хребтов поднимается до высоты 1200 метров над уровнем моря.

## Биология
Развивается в одном поколении за год. Время лёта бабочек во второй половине июня—первой половине июля. Кормовое растение гусениц неизвестно, но по аналогии с другими видами рода — это должны быть злаки. Зимуют гусеницы, которые выходят с зимовки в мае. Окукливание происходит в июне.

## Численность популяций и лимитирующие её факторы
Встречается крайне редко. На состояние популяций негативное влияние оказывают пожары.